# Matthias Hendrici
Matthias Hendrici Norcopensis, född 1587, död februari 1634 i Hällestads församling, var en svensk präst.

## Biografi
Matthias Hendrici kom från Norrköping och föddes 1587. Han blev 1611 student vid Uppsala universitet och prästvigdes 30 augusti 1613. Hendrici blev 1615 komminister i Sankt Laurentii församling, Söderköping och 1625 kyrkoherde i Hällestads församling. Han avled 1634 i Hällestads församling.
Hendrici var gift med Margareta Prytz. Hon var dotter till kyrkoherden Johannes Prytz och Elisabeth Mattsdotter i Sankt Laurentii församling, Söderköping. Prytz var änka efter kyrkoherden Ericus Johannis i Hällestads församling. Efter Hendricis död gifte hon sig med kyrkoherden Botvidus Risingius i Hällestads församling.